# Paul Dumas
Pour les articles homonymes, voir Dumas.
Paul Dumas, né le 6 septembre 1910 à Saint-Paul-de-Chester et mort à Montréal le  15 août 2005 est un médecin, professeur, auteur, critique d’art et collectionneur québécois.
Professeur agrégé de la faculté de médecine de l’Université de Montréal, il œuvre pendant plus de 50 ans auprès des personnes hospitalisées à l’Hôtel-Dieu de Montréal et à l’Asile Saint-Jean-de-Dieu (Institut universitaire en santé mentale de Montréal).
Parallèlement à sa carrière médicale, le docteur est une figure connue et respectée du monde artistique de par ses écrits, ses critiques, son mécénat et son ample collection d’œuvres d’art.
Le fonds d’archives du docteur a été donné par Jean Dumas, frère de Paul, au Musée national des beaux-arts du Québec en novembre 2010.

## Biographie
Après son cours classique au Collège Sainte-Marie, Paul Dumas fréquente l’École des beaux-arts de Montréal dans les années 1920, puis fait des études en médecine à l’Université de Montréal durant la décennie suivante. Spécialisé en endocrinologie, il fait carrière à l’Hôtel-Dieu de Montréal et à l’Asile Saint-Jean-de-Dieu.
À l’Université de Montréal, il enseigne l’histoire de la médecine. C’est durant ses années d’enseignement et en tant que membre du comité des Amis de la Bibliothèque Léo-Pariseau qu’il contribue à la réunion des fonds nécessaires à mettre sur pied la bibliothèque de médecine du même nom.
À l’instar des nombreux intellectuels de son époque, l’écrivain encourage le nationalisme canadien-français, spécialement lors de la période de l’entre-deux-guerres. En novembre 1934, il rédige le texte nationaliste Nos raisons d’être fiers, dans lequel il souligne le talent artistique de son peuple.
De 1936 à 1939, il séjourne à Paris le temps de perfectionner ses connaissances en médecine et en profite pour s’adonner à ses passions artistiques. En 1937, il participe au premier congrès de l’Association internationale des écrivains de langue française. C’est d’ailleurs à Paris qu’il fait la connaissance d’Alfred Pellan, dont il est l’un des premiers à acquérir une toile. En fréquentant les milieux élégants de la capitale française, comme le salon de madame Boucher-Normandin, une salonnière canadienne-française, il rencontre Lucienne Boucher, la fille de cette dernière. Il l’épouse vers 1947.
Toujours en 1947, il est parmi les fondateurs du Cercle universitaire au 515, rue Sherbrooke Est à Montréal. Paul-Émile Borduas, son ami, fut le premier peintre à y exposer.
Critique d’art et auteur prolifique, Dumas a composé plus de 250 articles sur des artistes, expositions et courants artistiques, au sein de nombreuses publications telles que L’Information médicale et paramédicale et Vie des arts. C’est lui qui rédige la première monographie consacrée au peintre John Lyman en 1944. Dans les années 1950 et 1960, il est présent sur la scène publique dans des émissions de radio et de télévision. Il anime notamment l’émission radiophonique Le médecin malgré vous à Radio-Canada et est souvent invité à l’émission Bonjour Madame de la station CBOFT afin de discuter, entre autres, de la peinture canadienne et de la vie des artistes tels que Van Gogh. Il fait également des apparitions à l’émission télévisuelle Réflexion faite de la même station, où il présente des sujets artistiques comme la présence française dans la peinture au XVIIe siècle et le passage du concret à l’abstrait dans la peinture canadienne.
Les implications du médecin dans le monde des arts furent variées. De 1971 à 1984, il est membre du comité d’acquisition du Musée du Québec (Musée national des beaux-arts du Québec) et, de 1973 à 1974, il est vice-président de la Société d’art contemporain et membre du conseil d’administration de la Société Vie des arts. Il siège sur de nombreux jurys et participe, par le prêt de ses œuvres, à la réalisation de nombreuses expositions d’importance. Son appui aux artistes sera déterminant à l’évolution de la carrière de nombre d’entre eux, en pleine période de développement de la peinture moderne au Québec.
La collection personnelle du docteur, comprenant majoritairement des œuvres d’artistes québécois, culminait, à la fin des années 1990, à plus de 350 pièces. Certaines œuvres se retrouvent dans la collection du Musée national des beaux-arts du Québec ainsi que celle du Musée des beaux-arts du Canada.

### L’art et la médecine
Selon lui, sa passion pour l’art va de pair avec sa vocation médicale, car comme il l’écrit lui-même : « Le médecin qui se penche quotidiennement sur l’homme s’intéresse à toutes les manifestations humaines : il a vécu de tout temps en excellentes relations avec les artistes».
Cette conviction, il la porte tout au long de sa carrière. Dans les années 1940, Paul Dumas rédige un article pour l’Union médicale du Canada ayant pour sujet La médecine est un art. Il y revendique les droits à la libre pratique de sa profession et y explique pourquoi la médecine est le plus universel des arts. En 1955, il donne aussi une conférence nommée Le médecin et les Arts, présentée lors du Festival des Arts de la faculté de médecine de l’Université de Montréal.